# Pinte
Pinte je stará jednotka objemu užívaná jak pro sypké látky tak i pro  kapaliny, v Turecku také stará jednotka hmotnosti.
Jednotka objemu byla užívána ve Francii, Německu, Belgii, Turecku a v Itálii. 
V anglosaském prostředí se nazývá pint, v Čechách, na Slovensku (resp. Rakousko-Uhersko) a ve Španělsku pak pinta, v Holandsku pintje.

## Turecká jednotka hmotnosti
- jedna pinte = 5,65 kg

## Jednotka objemu
- Belgie : jedna pinte = 0,687 litru
- Francie :  jedna pinte = 0,9313 litru = 1/288 muid
- Itálie (Parma) : jedna pinte = 1,991 litru = 1/36 bretna
- Švýcarsko : jedna Pinte = 1,506 litru = 1/30 Lägel
- Turecko : asi 2 litry
- Sardinie : 
  - alternativně jedna pinte = 1,005 litru = 1/5 quartiero
  - alternativně jedna pinte = 1,369 litru = 1/360 carro

## Podobné jednotky
- pintje - Holandsko :  0,6063 litru
- pinta - Rakousko-Uhersko, Španělsko, Chile : různé hodnoty
- pint - Velká Británie a USA : asi 0,5 až 0,6 litru - viz Angloamerická měrná soustava

## Použitý zdroj
- Malý slovník jednotek měření, vydalo nakladatelství Mladá fronta v roce 1982, katalogové číslo 23-065-82